# باول ستيوارت (لاعب كرة قدم أسترالية)
باول ستيوارت (بالإنجليزية: Paul Stewart)‏ هو لاعب كرة قدم أسترالية أسترالي، ولد في 10 يوليو 1987.

## وصلات خارجية
- باول ستيوارت على موقع AustralianFootball.com (الإنجليزية)
- باول ستيوارت على موقع AFLtables.com (الإنجليزية)